# 調景嶺公共圖書館

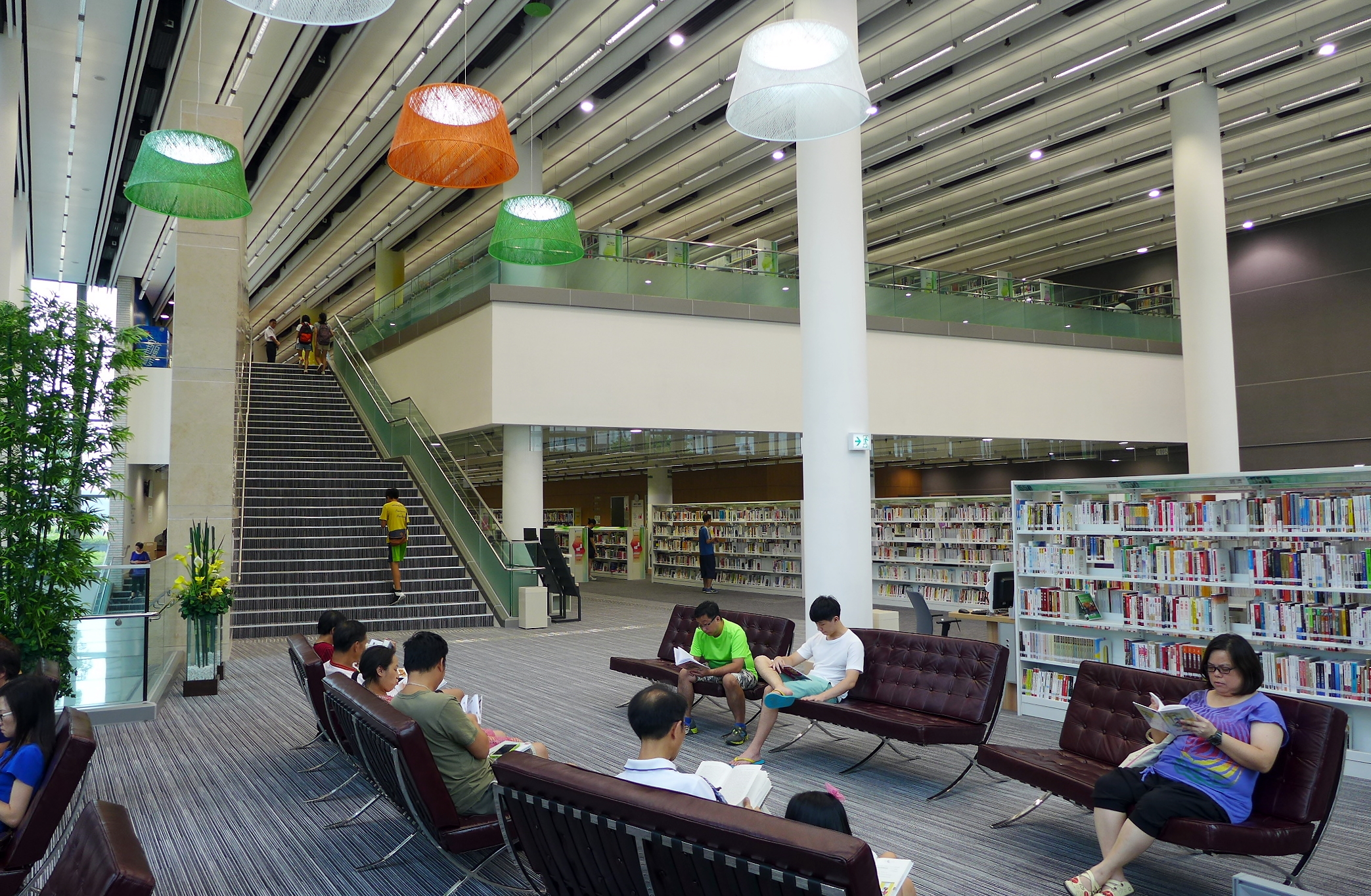
成人圖書館中庭

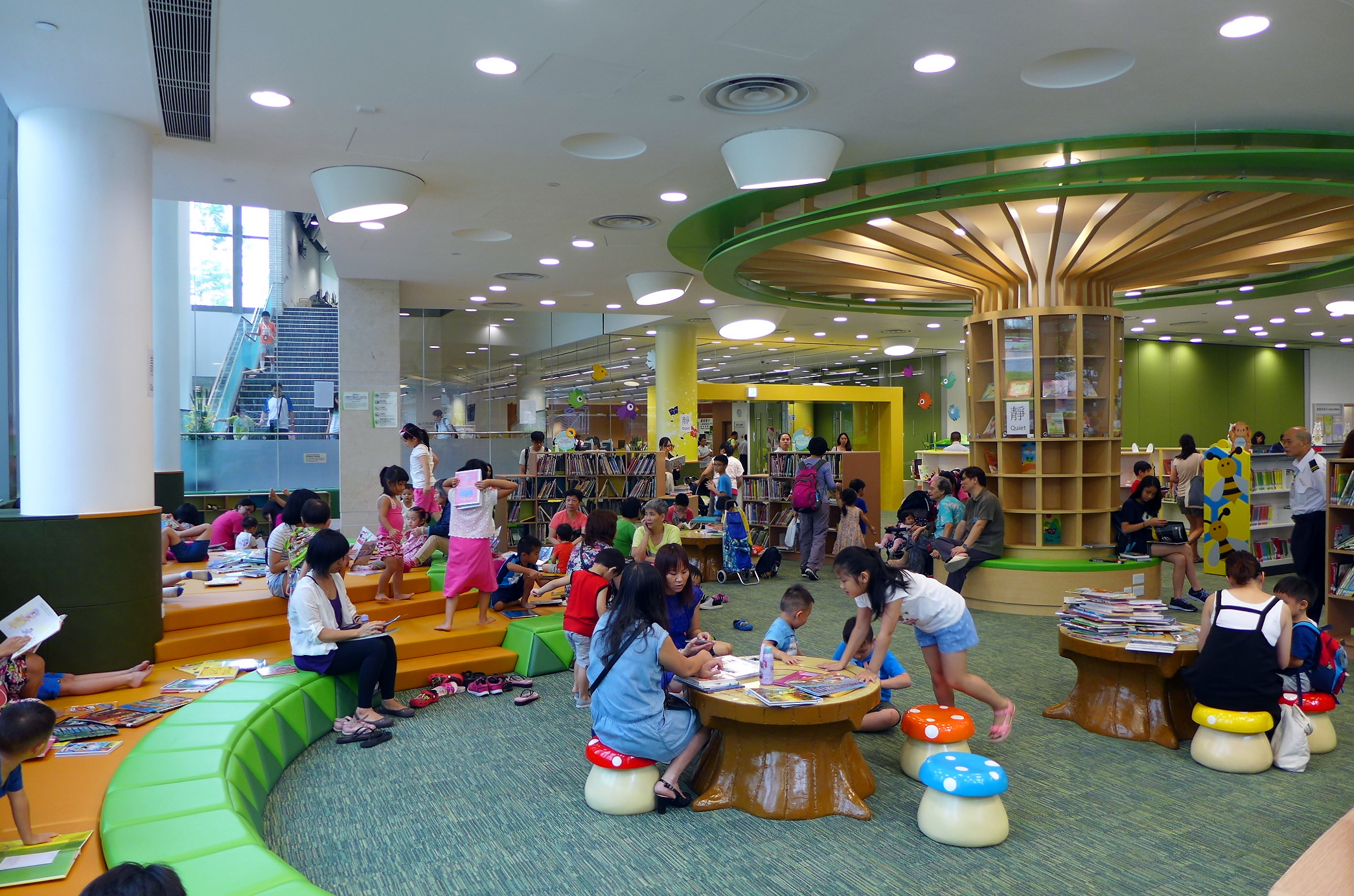
兒童圖書館

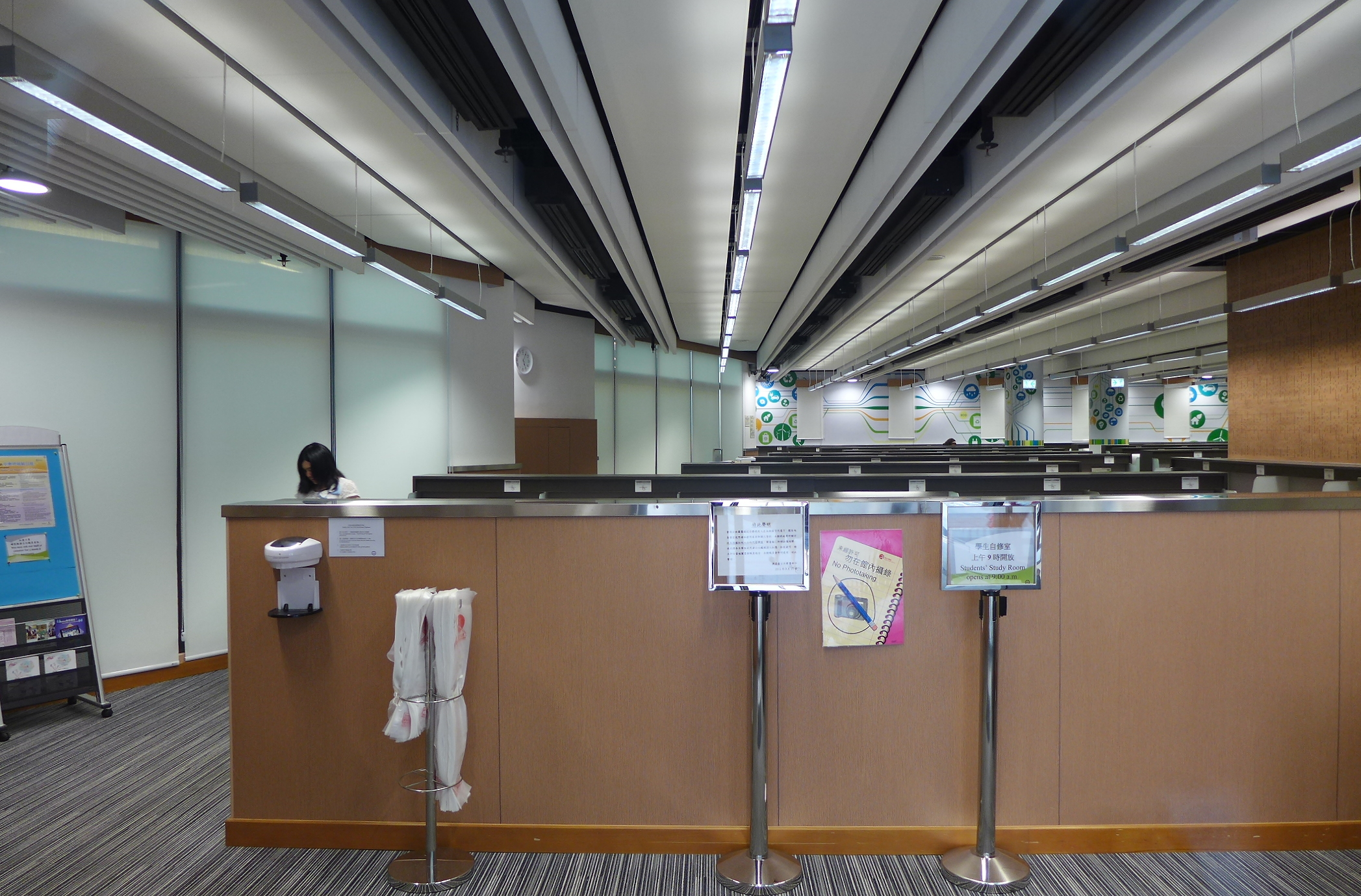
學生自修室

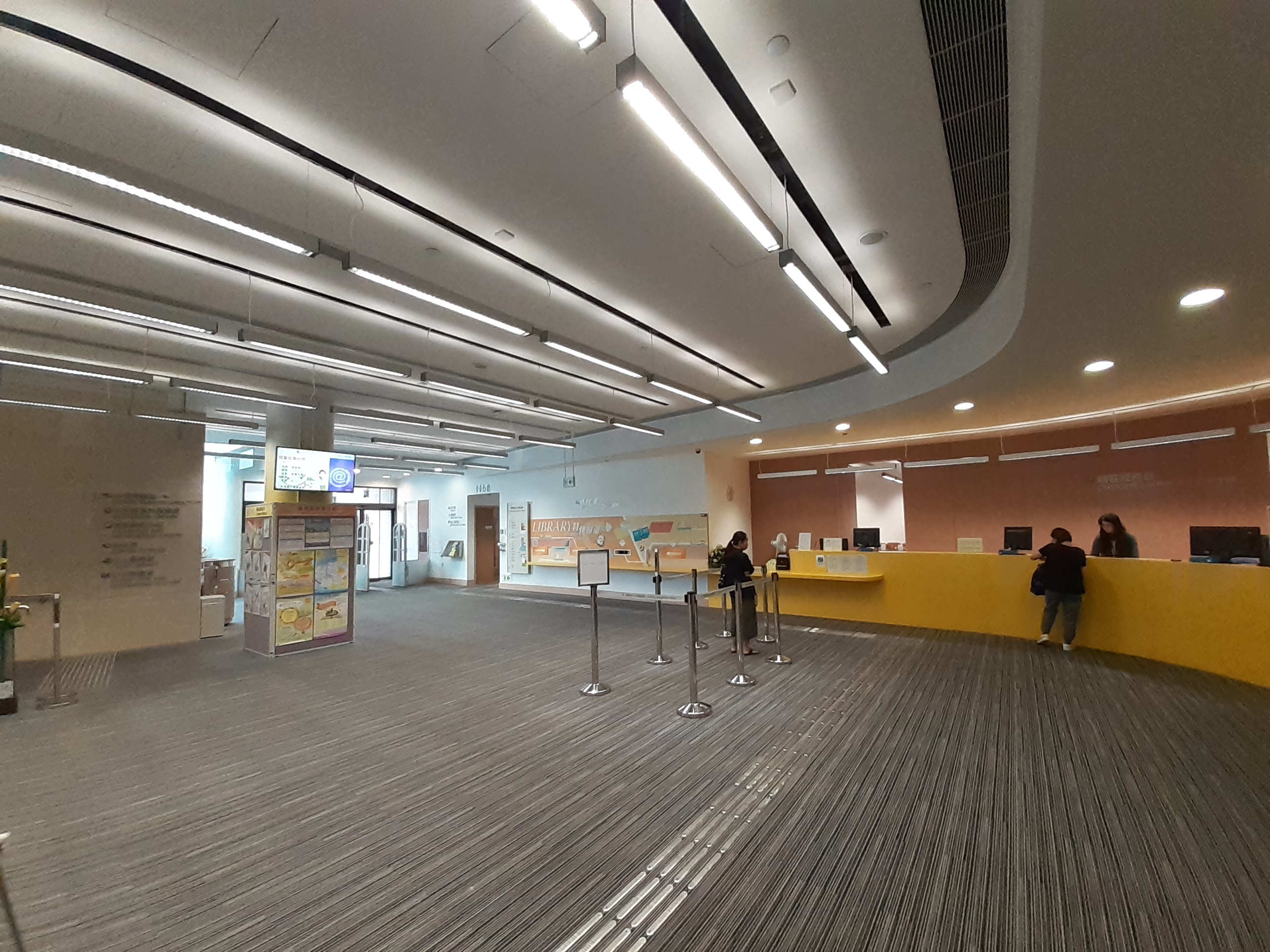
自助借書及續借服務

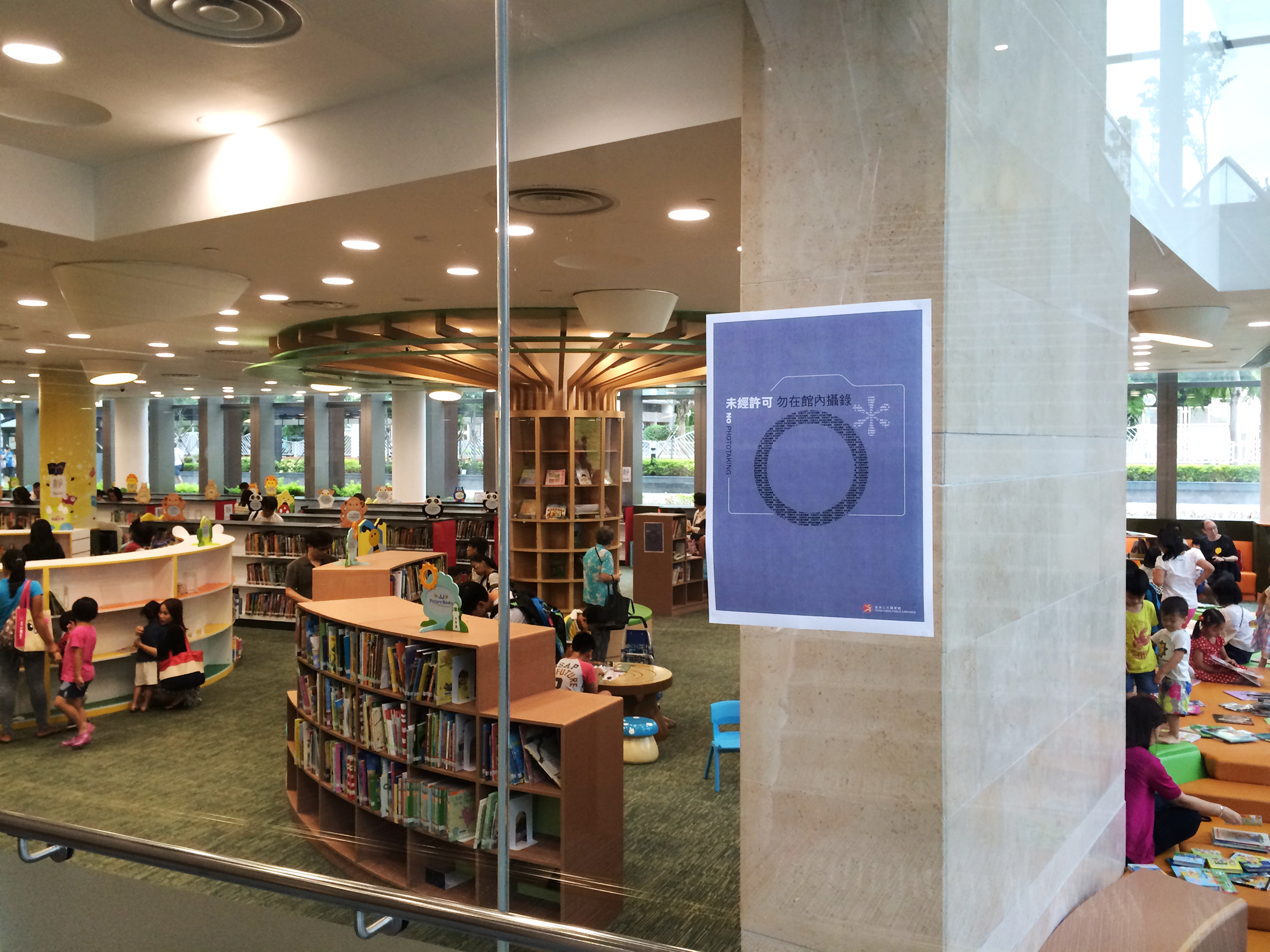
為提防有人拍攝及錄影作分享，圖書館在場內多個位置贴上「勿在館內拍攝」告示

調景嶺公共圖書館（英語：Tiu Keng Leng Public Library）是香港西貢區的一座圖書館，屬康樂及文化事務署香港公共圖書館轄下的分區圖書館，該圖書館樓面面積2,900平方米，位於將軍澳第七十四區南（毗鄰香港知專設計學院），由亮雅發展承建，2015年7月9日啟用。

## 歷史
2005年，香港政府已有計劃興建「將軍澳第七十四區（調景嶺）地區休憩用地、體育館及圖書館」。2011年4月4日，民政事務局以文件形式向立法會交代有關於將軍澳第七十四區（彩明苑及知專設計學院附近）興建圖書館等設施的計劃，整個項目預計花費約7億4920萬港元。9月開始動工。次年的報導指出整項工程預計在2014年落成。並有計劃在設計上融入環保元素，如透過在外牆種植植物降溫、利用自然光照明來節省電力。
之後因工程延誤而於2015年3月至4月先開放自修室及體育館。調景嶺公共圖書館則於2015年7月9日啟用。9月7日，整個項目正式開幕。民政事務局局長劉江華在主持開幕禮後，於兒童圖書館跟兒童一起參與活動。

## 設施
調景嶺公共圖書館面積2,900多平方米，分為成人圖書館、兒童圖書館、多媒體資訊系統等區域。學生自修室和報刊閱覽室已分別於2015年3月和6月啟用。啟用時收藏了約14萬項資料，並從其他圖書館調用了約2萬項資料來應付初期的額外需求。
負責該項目的主建築師徐柏松在設計時認為調景嶺體育館及圖書館不應跟從傳統路線，如把第一層大多空間設計成室外公園，或把圖書館及體育館設計成四方形，因這會讓該空間跟環境隔絕，故決定以「多層的組合空間」這一路線來設計該組建築群。並因考慮到東邊是交通幹道及西邊知專設計學院的遮陰效果，而把圖書館設在西邊。兒童閱覽區的設計仿效了遊樂場，並裝有落地玻璃，以讓空間「通透舒適」。

## 迴響
2015年7月6日，西貢區議員陳繼偉讚揚該圖書館的設施。它在開幕初期曾出現語言學習書籍、旅遊書籍、童書借閱量偏高的情況，讓部分書架的書籍接近清空。啟用首星期每天借出約8,000項資料，到了第二個星期則回落到4,000項。2018年，西貢區議員何民傑表示該圖書館的漫畫佔比（6.7%）低於新加坡、台灣、中國大陸。2017年，《東方日報》記者形容雖然該館的兒童圖書館「較大及空曠」，不過因有家長教導兒女家課，所以於該地測量出的「音量亦達54.5分貝」。
同一報章的記者在同年測量調景嶺公共圖書館自修室的二氧化碳濃度時，結果為1,157百萬分比（ppm），超出環保署的室內空氣質素指標「良好」級別規定（1000 ppm）。《都市日報》在2018年引用107動力的測量結果，顯示該自修室的二氧化碳濃度「接近超標邊緣」（939 ppm）。同年，香港01記者區禮城推薦該自修室，讚揚它光線「充足」，並有提供電源予電話補充電力，而且自修室外面的草木區域能讓人在疲累時出去休息。
項目獲得綠建環評鉑金評級，同時獲選為「環保建築大獎 2014」及「世界建築節大獎2014」的入圍項目。

## 外部連結
- 香港公共圖書館-調景嶺公共圖書館 （页面存档备份，存于）